# Studiehuis
De term studiehuis werd bij de invoering van de Tweede Fase in het Nederlandse voortgezet onderwijs in 1998 gebruikt als aanduiding voor een geheel aan didactische en onderwijskundige maatregelen waarmee een school een grotere mate van zelfstandigheid en verantwoordelijkheid van de leerlingen voor hun eigen studie kon bevorderen evenals de manieren waarop leerlingen op school konden studeren. Het Studiehuis wordt vaak gezien als een concrete uitwerking van het zogeheten Nieuwe leren.
De verantwoordelijke voor de opzet en invoering van het studiehuis was Rein Zunderdorp, een hoge ambtenaar van het ministerie van onderwijs en een goede bekende van Jacques Wallage, een van de aanjagers van de onderwijsvernieuwing.
Scholen kregen alle ruimte om te beslissen welke maatregelen men al of niet zou nemen: voor het Studiehuis is geen wettelijk kader opgesteld. Strikt genomen is het Studiehuis dus niet van overheidswege 'ingevoerd' en kan het dus ook niet door de overheid worden 'afgeschaft'. Een aantal scholen koos ervoor geen studiehuis in te voeren.

## Bouwkundige aanpassingen
Het woord studiehuis verwees aldus ook naar de aanpassingen in het schoolgebouw die nodig zouden zijn om de nieuwe manier van leren mogelijk te maken. Bijvoorbeeld ruimtes voor overleg in groepjes, voor het gebruik van ICT en multimedia, voor zelfwerkzaamheid, voor presentaties of college aan grote groepen. Menige school, als gebouw met voornamelijk klaslokalen, besloot daarom ruimtelijke aanpassingen uit te voeren in de vorm van mediatheken, computerruimtes en studie-nissen. Deze aanpassingen werden niet door de overheid verplicht gesteld, maar wel door haar medegefinancierd. Het realiseren van alle voorzieningen, inclusief de digitale infrastructuur, nam dikwijls jaren in beslag.

## Ervaringen en evaluatie
De studiehuisgedachte, die werd gepropageerd om de aansluiting tussen voortgezet en hoger onderwijs te verbeteren, bleek niet de juiste remedie te zijn.
Op 6 december 1999 werd een grote demonstratie georganiseerd tegen de Tweede Fase, de formele herziening van de bovenbouw havo en vwo die aan het studiehuis is gerelateerd. Enkele tienduizenden scholieren verschenen op het Haagse Malieveld. Het was de grootste demonstratie tijdens de Paarse kabinetten. De organisatie was in handen van onder meer de scholierenvakbond LAKS en toenmalig JD-voorzitter Boris van der Ham.
Tegelijk bleek in het kader van het Nationaal Jeugddebat 2001 dat circa 80% van alle scholieren instemde met het concept van het Studiehuis; hun grootste bezwaar was dat het Studiehuis in de praktijk nog niet voldoende was ontwikkeld. Ook uit een enquête van de scholierenvakbond LAKS uit 2003 bleek dat 80% van de leerlingen achter zelfstandigheidsbevordering staat; de grootste groep leerlingen (48%) vond ook dat ze dat in de praktijk van de Tweede Fase goed leerden; een kleinere groep (40%) vond dat dit (nog) niet goed gebeurde. vwo-leerlingen zijn daarbij overigens positiever dan havo-leerlingen.
Steeds meer universiteiten en hogescholen begonnen te klagen dat het kennisniveau van instromende studiehuis-leerlingen merkbaar inferieur was vergeleken met eerdere lichtingen. De eerstejaarsstudenten zouden over onvoldoende taal- en rekenvaardigheid en analytisch vermogen beschikken.
Op het studiehuis kwam uiteindelijk veel kritiek. In 2008 ook van de Commissie-Dijsselbloem, die ernstige kritiek uitoefende op de onderwijsvernieuwingen van de overheid in de laatste 20 jaar.
Er is geen wetenschappelijk onderzoek waaruit blijkt tot welke concrete veranderingen de vanaf 1995 gepropageerde studiehuis-gedachte heeft geleid, wat er de feitelijke effecten van zijn, en hoe deze veranderingen momenteel worden gewaardeerd.